# 中国人民解放军第二十二兵团
中国人民解放军第二十二兵团是1949年9月25日新疆和平解放后，以驻新疆国民党10万军队于1949年12月改编的一个兵团。

## 历史
1954年10月7日，新疆军区生产管理部与第22兵团兵团部合并，正式成立新疆生产建设兵团领导机构，第22兵团番号撤销。

## 组织架构
- 司令员：陶峙岳 （原国民党新疆省政府主席、新疆警备司令、西北軍政長官公署副长官、陆军中将；1955年开国上将，新疆军区副司令员兼新疆生产建设兵团司令员）[1]
- 政治委员：王震第一野战军第一兵团司令员兼政委兼 （1955年开国上将）
- 副司令员：赵锡光（原国民党新疆警备司令部中将副总司令）
- 副政治委员：饶正锡 （原第一野战军第6军副政委兼政治部主任，1955年开国中将）
- 参谋长：陶晋初（原国民党新疆警备司令部中将参谋长）
- 政治部主任：李铨（原第一野战军第2军第5师政委，1955年开国少将）
- 第九军：驻防景化，1952年3月撤销该军番号，所属各师由兵团直接领导。
  - 军长：赵锡光兼
  - 政治委员：张仲瀚（原第一野战军第2军第6师师长）
  - 第一副军长：王根僧（1933年入党的特别党员，原国民党南疆警备司令部副司令兼整编第42师副师长，陆军中将）
  - 第二副军长：陈德法（原国民党迪化警备司令部司令兼整编第78师副师长、陆军中将）
  - 参谋长：李祖唐（原驻焉耆的整编第65旅旅长、陆军少将，后叛乱被镇压）
  - 副参谋长：曾文思(原国民党整编第90师参谋长，陆军少将，1947年12月宜川战役被俘）
  - 第25师：1953年5月编为农业建设第6师，驻防沙湾炮台；1953年改称农业建设第7师。 
    - 师长：刘振世 （原国民党第29军参谋长、陆军中将）
    - 政委：贺振新 （原第一野战军第2军第5师副政委，1955年开国少将）
    - 副师长：杨廷英 （原国民党新疆警备司令部参谋长、陆军少将）

  - 第26师：1953年5月编为农业建设第8师，驻防石河子。
    - 师长：罗汝正（原国民党整编第179旅旅长、陆军少将）
    - 政委：王季龙 （原第一野战军第6军第16师第47团团长兼政委）

  - 第27师：1953年5月，27师整编为农业建设第9师，驻防焉耆。1962年调塔城地区，改为农9师，师部移驻额敏县。
    - 师长：陈俊 （原国民党整编第128旅旅长，陆军少将）
    - 政委：龙炳初 （原第一野战军第2军第5师第15团政委，1961年开国少将）
- 骑兵第7师：1953年5月编为农业建设第10师，驻防绥来（今玛纳斯）小李庄；1959年调阿勒泰地区，师部移驻北屯镇。
  - 师长：韩有文 （原国民党整编骑兵第1师少将师长）
  - 政委：于春山 
- 骑兵第8师：1953年5月编为军区工程建设第1师。
  - 师长：马平林 （原国民党整编骑兵第9旅少将旅长兼喀什警备司令部司令）
  - 政委：张献奎 （原第一野战军第2军第4师第12团团长。1964年开国少将）